# Oćevići
Oćevići este un sat din comuna Cetinje, Muntenegru. Conform datelor de la recensământul din 2003, localitatea are 8 locuitori (la recensământul din 1991 erau 6 locuitori).

## Demografie
În satul Oćevići locuiesc 8 persoane adulte, iar vârsta medie a populației este de 57,8 de ani (55,0 la bărbați și 66,0 la femei). În localitate sunt 5 gospodării, iar numărul mediu de membri în gospodărie este de 1,60.
|  |

| Demografie | Demografie | Demografie |
| An         | Locuitori  | Locuitori  |
| ---------- | ---------- | ---------- |
|            |            |            |
|            |            |            |
|            |            |            |
|            |            |            |
| 1948       | 43         |            |
| 1953       | 45         |            |
| 1961       | 30         |            |
| 1971       | 24         |            |
| 1981       | 16         |            |
| 1991       | 6          | 6          |
| 2003       | 8          | 8          |

| \| Componența etnică conform recensământului din 2003[2] \| Componența etnică conform recensământului din 2003[2] \| Componența etnică conform recensământului din 2003[2] \| Componența etnică conform recensământului din 2003[2] \| Componența etnică conform recensământului din 2003[2] \| \| ----------------------------------------------------- \| ----------------------------------------------------- \| ----------------------------------------------------- \| ----------------------------------------------------- \| ----------------------------------------------------- \| \| \| \| \| \| \| \| Muntenegreni \| Muntenegreni \| \| 7 \| 87,5% \| \| necunoscută \| necunoscută \| \| 0 \| 0% \| |              |  |   |       |
| Componența etnică conform recensământului din 2003 |              |  |   |       |
| |              |  |   |       |
| Muntenegreni | Muntenegreni |  | 7 | 87,5% |
| necunoscută | necunoscută  |  | 0 | 0%    |